# Покровский парк (Москва)
Покровский парк — парк, расположенный в Южном административном округе города Москвы на территории района Чертаново Южное.

## Описание парка
Парк расположен в Южном административном округе города Москвы на территории района Чертаново Южное по адресу улица Дорожная, дом 5-7. На территории парка общей площадью более 7 гектар установлено 56 опор наружного освещения, система видеонаблюдения и точка доступа Wi-Fi, построена лодочная станция и сцена с площадкой для проведения мероприятий и праздников. В игровой зоне расположены детские площадки с различными малыми архитектурными формами, покрытые прорезиненной крошкой. В этой же зоне установлены уличные тренажеры. В зоне отдыха установлены беседки и скамейки.
В центре парка располагаются 2 пруда площадью до 2-х гектар. На берегах прудов оборудованы волейбольная площадка и площадка для занятий воркаутом, установлены точки для проведения пикников и построена лодочная станция.
По всему парку проложена дорожно-тропиночная сеть с твердым покрытием из бетонной плитки, а также около 2-х километров велодорожек.

## История
В апреле 2013 года в рамках программы по обустройству «народных парков» начались работы по установке опор наружного освещения, система видеонаблюдения, оборудованию цветников, детских и спортивных площадок, установке беседок и скамеек, а также прокладке тропинок и велодорожек. В расположенный в парке пруд были выпущены лебеди. На обустройство парка было затрачено в 45 млн рублей.

## Планы развития
На территории парка планируется оборудовать до 22 беседок, 5 спортивных площадок для игры в волейбол и баскетбол, 3 игровые детские площадки, цветники, площадью до 400 квадратных метров и высадить более 3000 кустарников.

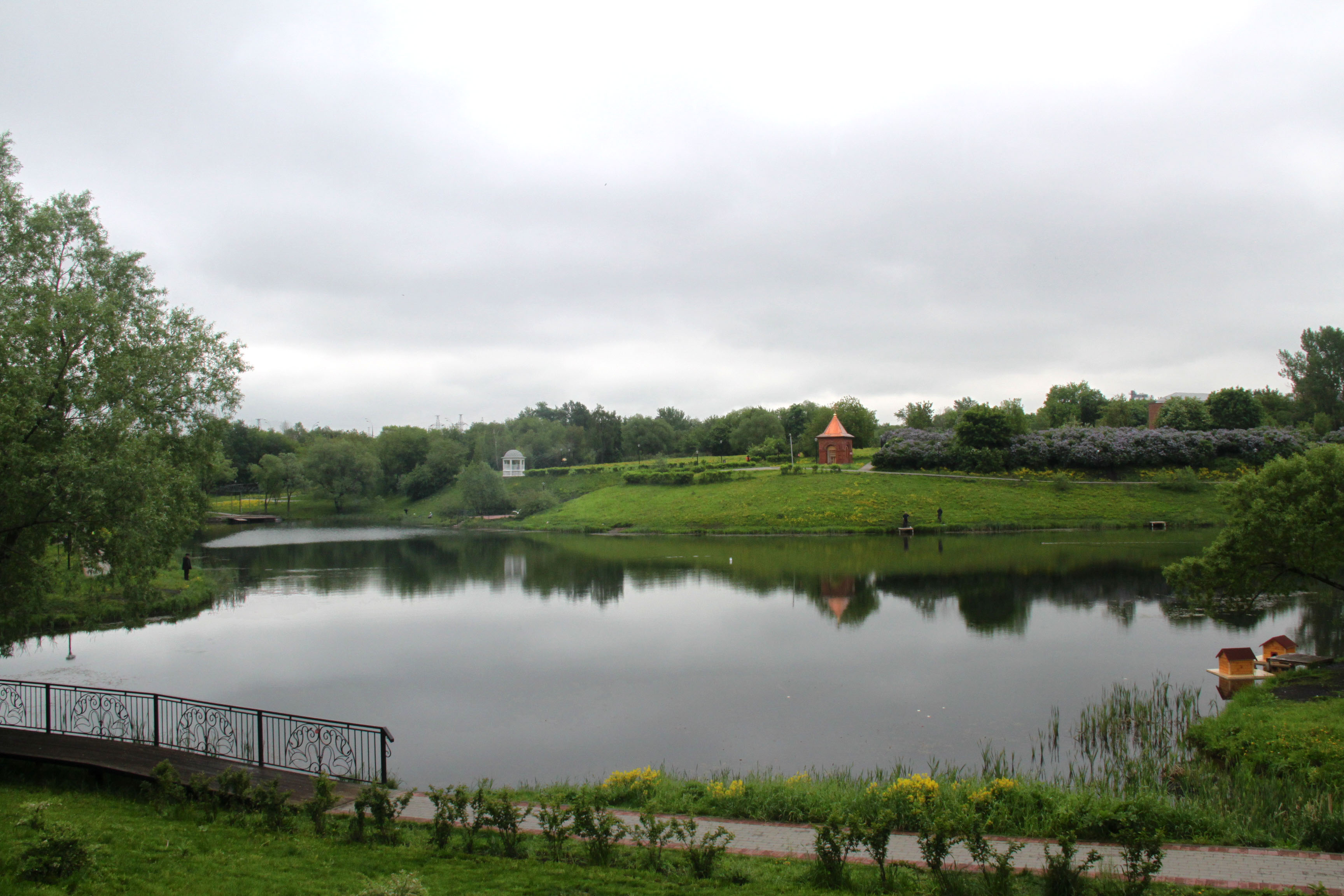
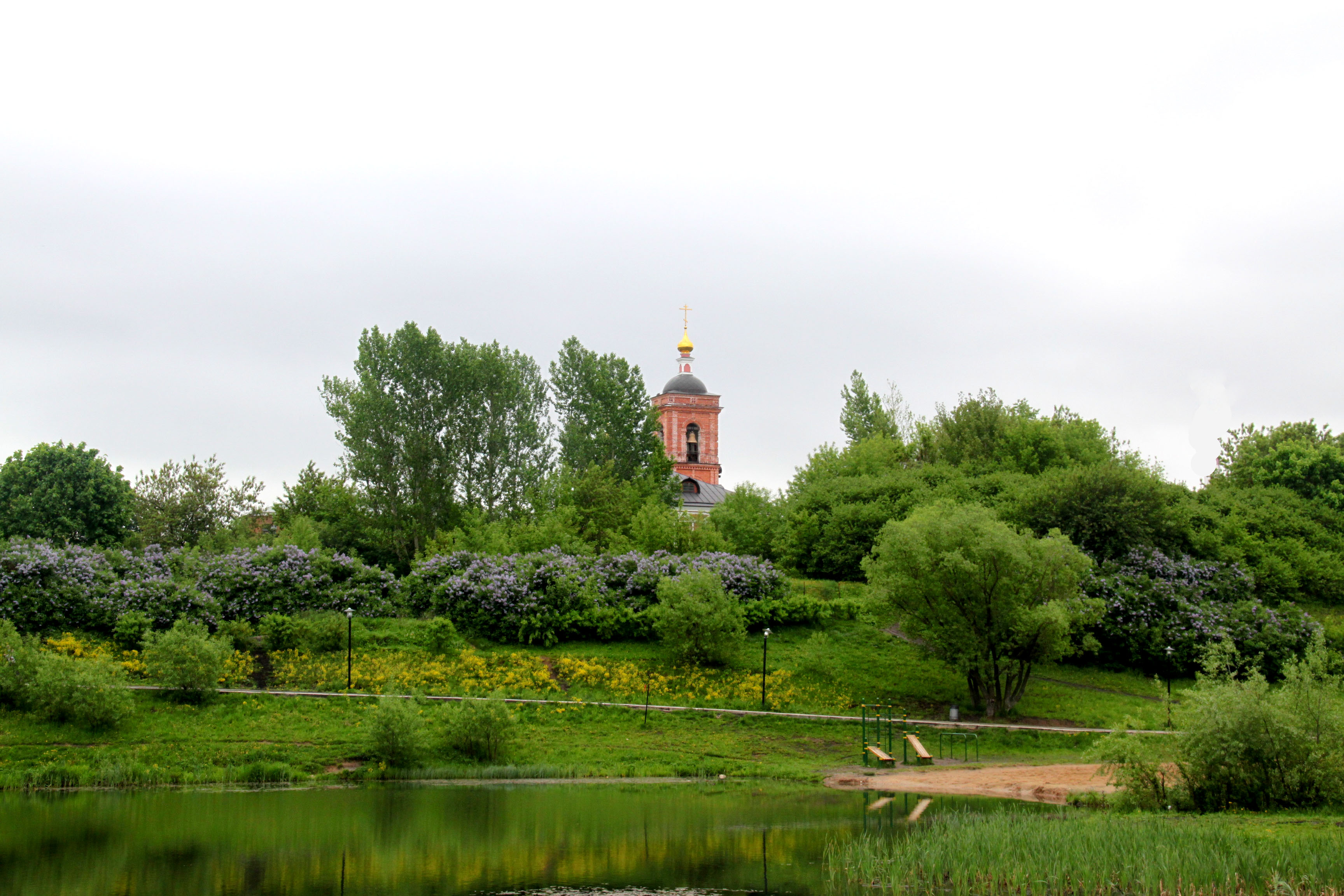
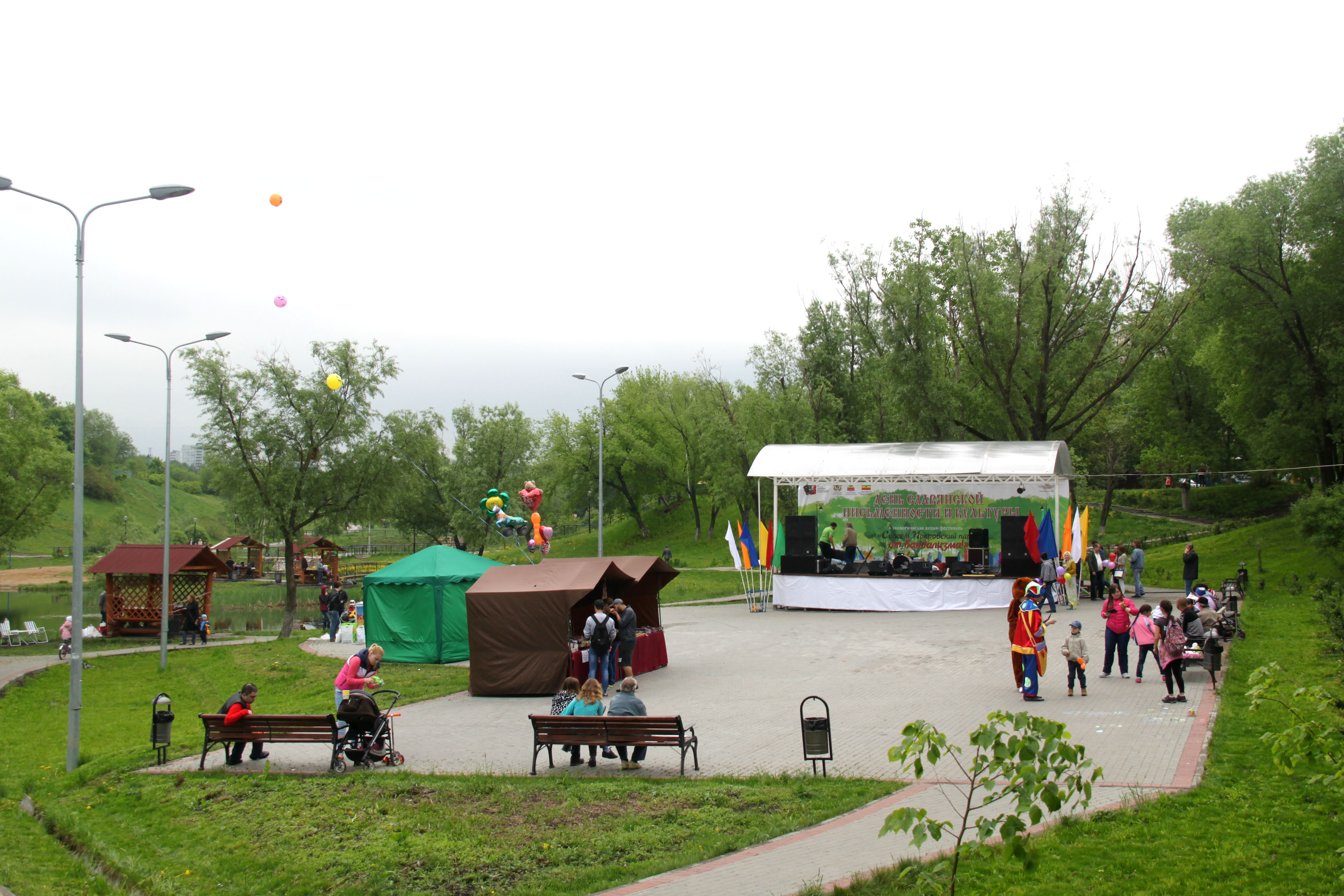
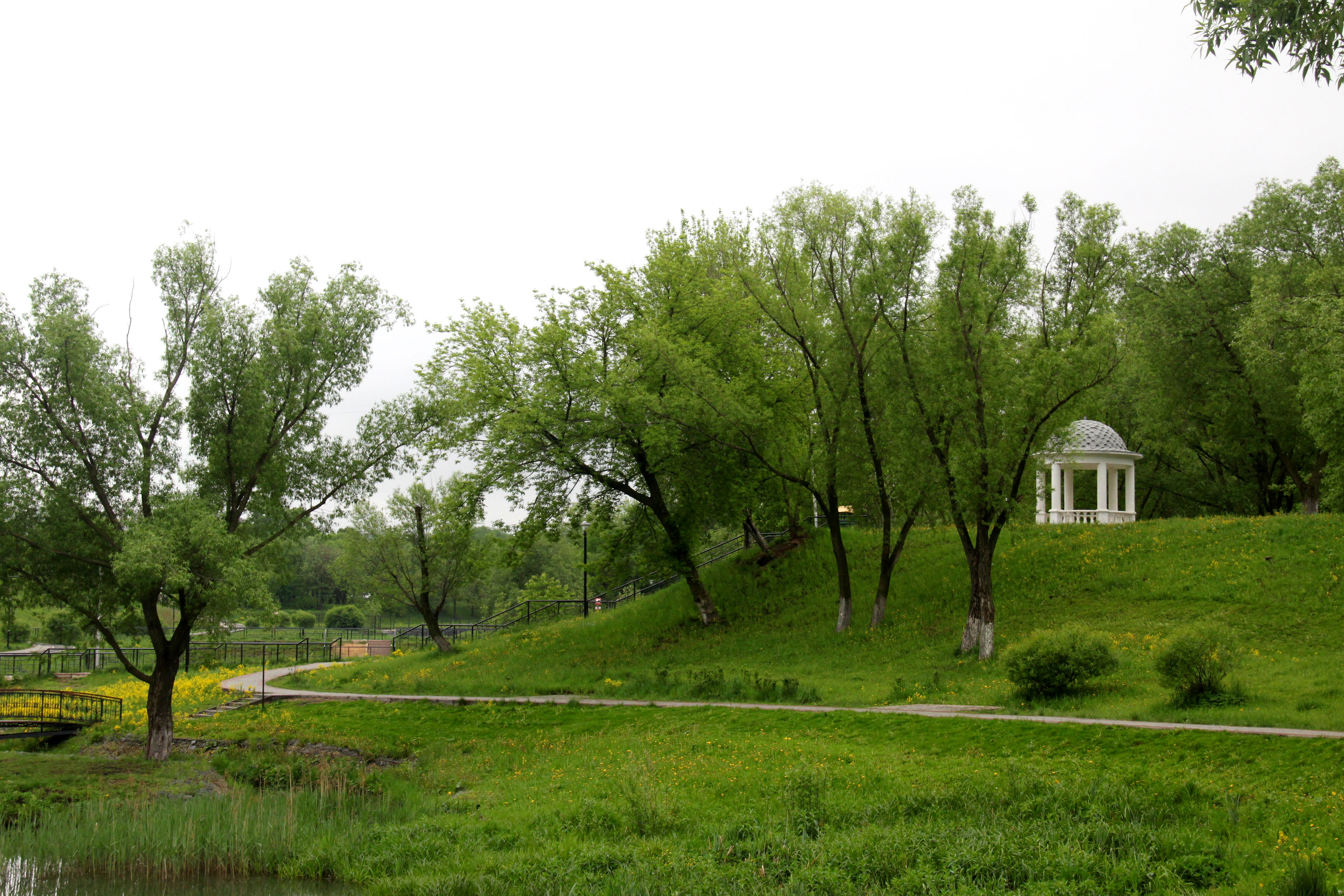